# Aeródromo de Tolhuin
El Aeródromo de Tolhuin,(OACI: SAWL) es un aeropuerto ubicado 2 km al noreste de la localidad de Tolhuin, Provincia de Tierra del Fuego, Antártida e Islas del Atlántico Sur, Argentina.
Fue inaugurado el 4 de noviembre de 2009.
Dentro del mismo funciona también una empresa de tours y trabajo aéreo llamada Alas del Beagle S.A.S.
https://instagram.com/alas.del.beagle?igshid=MzRlODBiNWFlZA==